# Philippe Bertrand (journaliste)
Pour les articles homonymes, voir Philippe Bertrand et Bertrand.
Philippe Bertrand, né le 6 octobre 1958 à Dijon, est un journaliste français, auteur et animateur de radio et de télévision, producteur et animateur de l'émission Carnets de campagne sur France Inter.

## Biographie

### Famille, jeunesse et formation
Né à Dijon le 6 octobre 1958, il a une licence de philosophie et un diplôme de l'Ircom.

### Carrière professionnelle
Philippe Bertrand entre à Radio France en 1985. Il travaille pour les stations locales de Bourgogne et de Provence, puis arrive à France Inter en 1996.
Le 1er juillet 2022, lors de la dernière émission Carnets de campagne de la saison, émission pour laquelle il est connu depuis seize ans et qui suit les initiatives de l'économie sociale et solidaire dans les zones traversées simultanément par le Jeu des mille euros, il annonce quitter France Inter. L'émission est reprise à la rentrée par Dorothée Barba.

### Activité associative
Il est membre du conseil d'administration de la SCAM (Société civile des auteurs multimédia).

## Émissions

### Sur France Inter
- 1996 : Zinzin (avec Hervé Pauchon)
- Trafic d’influences[réf. souhaitée]
- Dépaysage[réf. souhaitée]
- 1999 : C'est comme à la radio
- 2004 - 2006 : Quand je serai grand
- 2006 - 2022 : Carnets de campagne

### SurFrance 3
- 1998 : Tapage
- 1999 - 2001 : Texto

## Distinctions
Il a été fait commandeur des Arts et des Lettres.

## Ouvrages
- Quand j'serai grand, Hoëbeke, 2006, 350 p. (ISBN 2-84230-253-2)
- Ceux qui font bouger la France : Carnets de campagne, Paris, Hoëbeke, 2009, 200 p. (ISBN 978-2-84230-341-9)
- Une vie pour les abeilles  (préf. Alain Baraton, Entretiens avec Henri Clément), Éditions Rue de l'échiquier, coll. « Conversations écologiques », 2012 (ISBN 978-2-917770-18-4)
- Manifeste pour demain, Libre et Solidaire, 2018, 178 p. (ISBN 978-2-3726-3044-3)
- Guide Tao Carnets de campagne : 700 initiatives citoyennes, positives, locales et engagées, éditions Viatao, 2022, 184 p. (ISBN 978-2-35908-166-4)[4]